# 학장초등학교
학장초등학교는 대한민국 부산광역시 사상구 학장동에 있는 공립 초등학교이다.

## 학교 연혁
- 1948년 4월 1일 사상국민학교 학장분교장 설치
- 1949년 11월 4일 학장국민학교 설립인가
- 1950년 5월 10일 학장국민학교 개교
- 1980년 3월 1일 엄궁초등학교(24학급) 분리
- 1980년 5월 1일 동주초등학교(24학급) 분리
- 1988년 3월 1일 학진초등학교(4학급) 분리
- 1992년 3월 1일 구학초등학교(9학급) 분리
- 2004년 11월 5일 도서관 및 다목적 강당 개관(꿈샘관)
- 2009년 3월 9일 영어전용 및 영어체험실 구축, 과학1실 현대화
- 2013년 4월 23일 화상강의 시스템 구축(영어 멀티실 내)
- 2013년 9월 1일 스마트교실 구축 및 리모델링
- 2019년 4월 4일 안전골든벨 개최
- 2019년 4월 26일 공감학교 리더십 캠프 개최
- 2020년 8월 31일 메이커실 구축
- 2020년 10월 19일 블렌디드 교실 구축
- 2021년 9월 29일 청정 학교숲(1,120m²) 조성공사 준공
- 2021년 10월 21일 지능형 과학실 구축
- 2022년 2월 3일 강당 무대 조명 및 방송 시설 구축
- 2023년 5월 15일 통학버스 25인승 4대 운영
- 2024년 2월 8일 제72회 졸업장 수여식(46명, 누적 14,732명)
- 2024년 3월 1일 제26대 김은주 교장 부임
- 2024년 12월 1일 공간 재구조화 사업(다독다독 북카페)

## 학교 상징
- 교목 - 향나무 : 사철 푸르름으로 씩씩하고 용감한 기상을 나타내며 환경을 가리지 않고 잘 자라며 부드러운 모습과는 달리 어떤 역경 속에서도 꿋꿋하게 일어서는 오뚝이 같은 강인한 의지를 지닌 나무다
- 교화 - 장미 : 그윽한 향기와 아름다움을 스스로 지키며 가시를 통해서 자립심을 기를 수 있는 조화롭고 아름다운 꽃이다. 기울이짐이 없이 하늘로 향해 솟는 꽃망울들의 기상은 씩씩하고 아름답다

## 참고 자료
- 학장초등학교 - 한국교육학술정보원 학교알리미